# Isaak Lampronti
Isaak Lampronti (* 3. Februar 1679 in Ferrara; † 16. Januar 1756 ebenda) war ein italienischer Rabbiner und jüdischer Gelehrter, bekannt vor allem für sein Werk pachad jizchak („Ehrfurcht Isaaks“), eine talmudische Enzyklopädie, ein Sammelwerk des Rabbinismus in alphabetischer Anordnung.

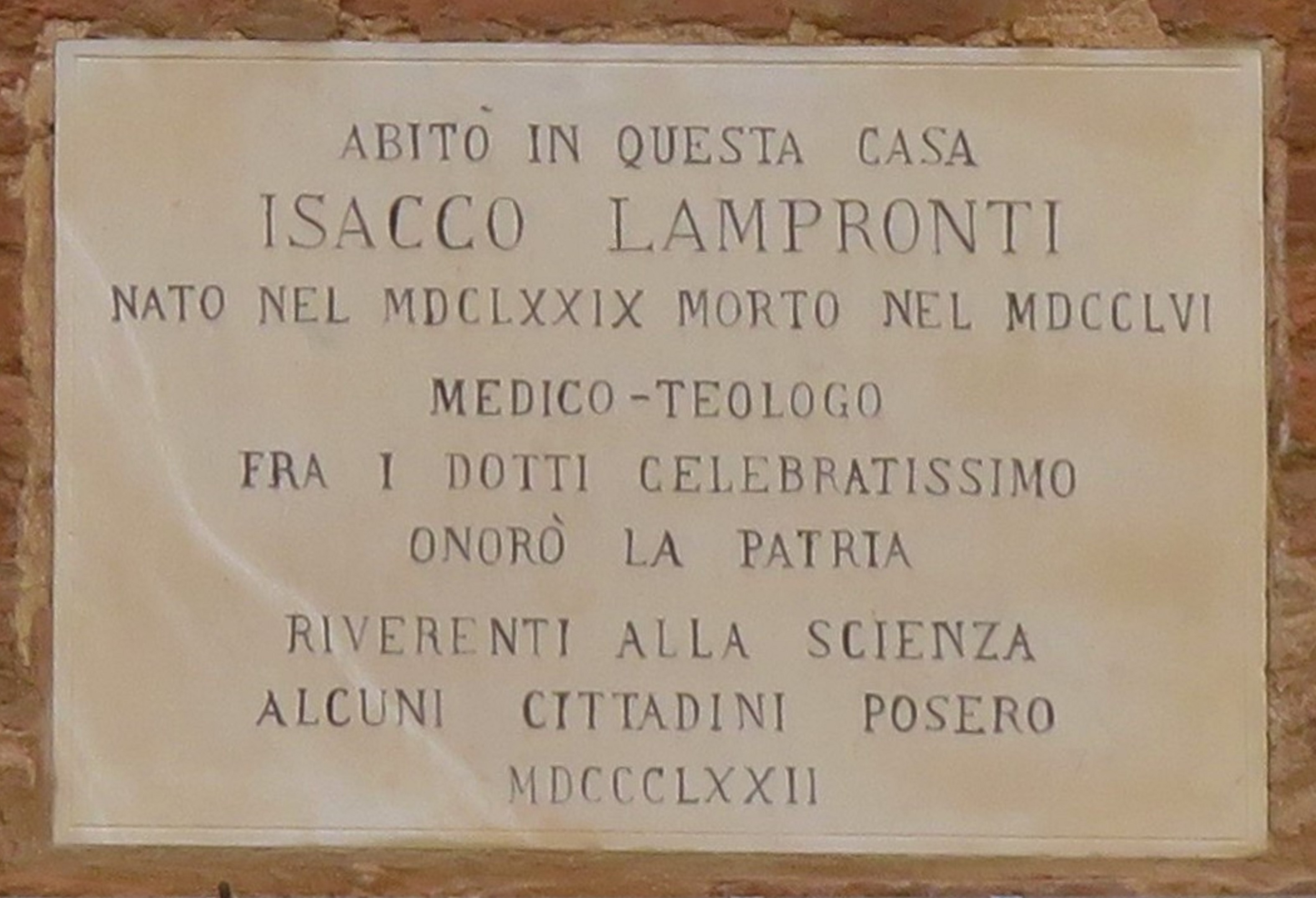
Gedenktafel am Isaak Lampronti Haus (Ferrara, Vignatagliata Straße)